# 林家種平
林家 種平（はやしや たねへい、1948年11月25日 - ）は、落語家である。落語協会所属の真打。本名：瀬戸口 次男。紋は『花菱』。出囃子は『木賊刈』。

## 概略

初代林家三平・林家こん平一門定紋「花菱」

1948年、鹿児島県種子島出身。1967年、鹿児島県立南種子高等学校卒業。
1969年、初代林家三平に入門する。種子島出身なので、種平と命名された。初高座は、1970年8月、目黒名人会にて。前座時代には立川寸志、林家公平、柳家ほたるの4人で「少女ふれんど」というバンドを結成しレコードを出している。　
1974年、林家上蔵と共に二ツ目に昇進。
1985年に桂藤兵衛、古今亭八朝と共に真打昇進。

## 人物
趣味は、ゴルフ。種子島観光協会「種子島観光大使」。

## 芸歴
- 1969年 - 初代林家三平に入門、前座名「種平」。
- 1974年 - 二ツ目昇進。
- 1980年 - 師匠初代林家三平が死去し、兄弟子林家こん平門下へ移籍。
- 1984年 - 真打昇進。

## メディア

### テレビ
- MBCテレビ（鹿児島） - レギュラー出演（1986年 - 1988年）[3]

### レコード
- 僕の新しい誕生日 - ロイヤルレコード（1971年）
- ターザン'78 - ラジオシティレコード（1974年）

### DVD
- 林家種平DVD落語シリーズ - 第1談から第6談[4]